# Рубіте
Рубіте (ісп. Rubite) — муніципалітет в Іспанії, у складі автономної спільноти Андалусія, у провінції Гранада. Населення — 450 осіб (2010).
Муніципалітет розташований на відстані близько 400 км на південь від Мадрида, 46 км на південний схід від Гранади.
На території муніципалітету розташовані такі населені пункти: (дані про населення за 2010 рік)
- Барранко-Феррер: 50 осіб
- Лос-Діас: 6 осіб
- Лос-Гальвес: 24 особи
- Рамбла-дель-Агуа: 136 осіб
- Рубіте: 234 особи

## Демографія
Динаміка населення (INE ):

## Галерея зображень

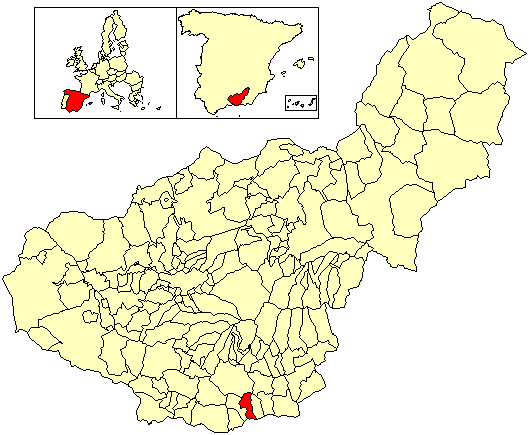
Розташування муніципалітету у провінції Гранада